# Cronistoria del Futbol Club Barcelona
Di seguito si riportano i risultati delle stagioni sportive del Futbol Club Barcelona.
Legenda: n/a - competizione all'epoca inesistente; n.p. - non partecipante; rit. - ritirata; n.q. - non qualificatasi; R1 - 1º turno; R2 - 2º turno; 1/8 - ottavi di finale; 1/4 - quarti di finale; 1/2 - semifinale; finale - finale (persa); GQ - gruppo di qualificazione.
| Stagione              | Campionato spagnolo | Coppa di Spagna                                                        | Campionato catalano                             | Coppe europee                                                                                  | Allenatore                                      |
| --------------------- | ------------------- | ---------------------------------------------------------------------- | ----------------------------------------------- | ---------------------------------------------------------------------------------------------- | ----------------------------------------------- |
| Futbol Club Barcelona |                     |                                                                        |                                                 |                                                                                                |                                                 |
| 1899-00               | n/a                 | n/a                                                                    | n/a                                             | n/a                                                                                            | nessuno                                         |
| 1900-01               | n/a                 | n/a                                                                    | (Copa Macaya: 2° con 11pt)                      | n/a                                                                                            | nessuno                                         |
| 1901-02               | n/a                 | finale                                                                 | (Copa Macaya: 1° con 16pt)                      | n/a                                                                                            | nessuno                                         |
| 1902-03               | n/a                 | n.p.                                                                   | rit. (Copa Barcelona: 1° con 26pt)              | n/a                                                                                            | nessuno                                         |
| 1903-04               | n/a                 | n.p.                                                                   | 4° con 23pt                                     | n/a                                                                                            | nessuno                                         |
| 1904-05               | n/a                 | n.p.                                                                   | 1° con 12pt                                     | n/a                                                                                            | nessuno                                         |
| 1905-06               | n/a                 | n.p.                                                                   | 3° con 6pt                                      | n/a                                                                                            | nessuno                                         |
| 1906-07               | n/a                 | n.p.                                                                   | 2° con 5pt                                      | n/a                                                                                            | nessuno                                         |
| 1907-08               | n/a                 | n.p.                                                                   | 2° con 9pt                                      | n/a                                                                                            | nessuno                                         |
| 1908-09               | n/a                 | 1/2 finale                                                             | 1° con 11pt                                     | n/a                                                                                            | nessuno                                         |
| 1909-10               | n/a                 | Vincitore                                                              | 1° con 20pt                                     | n/a                                                                                            | nessuno                                         |
| 1910-11               | n/a                 | 1/4 finale                                                             | 1 con 14pt                                      | n/a                                                                                            | nessuno                                         |
| 1911-12               | n/a                 | Vincitore                                                              | 2° con 14pt                                     | n/a                                                                                            | nessuno                                         |
| 1912-13               | n/a                 | Vincitore                                                              | 1° con 6pt (Campionat de l'Associació de Clubs) | n/a                                                                                            | nessuno                                         |
| 1913-14               | n/a                 | n.p.                                                                   | 4° con 10pt                                     | n/a                                                                                            | nessuno                                         |
| 1914-15               | n/a                 | n.p.                                                                   | 2° con 16pt                                     | n/a                                                                                            | nessuno                                         |
| 1915-16               | n/a                 | 1/2 finale                                                             | 1° con 16pt                                     | n/a                                                                                            | nessuno                                         |
| 1916-17               | n/a                 | n.p.                                                                   | 3° con 10pt                                     | n/a                                                                                            | nessuno                                         |
| 1917-18               | n/a                 | n.p.                                                                   | 3° con 13pt                                     | n/a                                                                                            | John Barrow Jack Greenwell                      |
| 1918-19               | n/a                 | finale                                                                 | 1° con 17pt                                     | n/a                                                                                            | Jack Greenwell                                  |
| 1919-20               | n/a                 | Vincitore                                                              | 1° con 19pt                                     | n/a                                                                                            | Jack Greenwell                                  |
| 1920-21               | n/a                 | 1/4 finale                                                             | 1° con 15pt                                     | n/a                                                                                            | Jack Greenwell                                  |
| 1921-22               | n/a                 | Vincitore                                                              | 1° con 19pt                                     | n/a                                                                                            | Jack Greenwell                                  |
| 1922-23               | n/a                 | n.p.                                                                   | 2° con 17pt                                     | n/a                                                                                            | Jack Greenwell                                  |
| 1923-24               | n/a                 | 1/2 finale                                                             | 1° con 20pt                                     | n/a                                                                                            | Jack Greenwell                                  |
| 1924-25               | n/a                 | Vincitore                                                              | 1° con 20pt                                     | n/a                                                                                            | Jesza Poszony                                   |
| 1925-26               | n/a                 | Vincitore                                                              | 1° con 20pt                                     | n/a                                                                                            | Ralph Kirby                                     |
| 1926-27               | n/a                 | 1/2 finale                                                             | 1° con 23pt                                     | n/a                                                                                            | Jack Domby                                      |
| 1927-28               | n/a                 | Vincitore                                                              | 1° con 24pt                                     | n/a                                                                                            | Romà Forns                                      |
| 1928-29               | 1° con 25pt         | finale                                                                 | 3° con 12pt                                     | n/a                                                                                            | Romà Forns                                      |
| 1929-30               | 2° con 23pt         | 1/2 finale                                                             | 1° con 16pt                                     | n/a                                                                                            | James Bellamy                                   |
| 1930-31               | 4° con 21pt         | 1/8 finale                                                             | 1° con 17pt                                     | n/a                                                                                            | James Bellamy                                   |
| 1931-32               | 3° con 24pt         | finale                                                                 | 1° con 23pt                                     | n/a                                                                                            | Jack Greenwell                                  |
| 1932-33               | 4° con 19pt         | 1º turno                                                               | 2° con 25pt                                     | n/a                                                                                            | Jack Greenwell                                  |
| 1933-34               | 9° con 16pt         | 1/4 finale                                                             | 3° con 20pt                                     | n/a                                                                                            | Jack Domby                                      |
| 1934-35               | 6° con 24pt         | 1/4 finale                                                             | 1° con 17pt                                     | n/a                                                                                            | Franz Platko                                    |
| 1935-36               | 5° con 24pt         | finale                                                                 | 1° con 19pt                                     | n/a                                                                                            | Patrick O'Connell                               |
| 1936-37               | 1° con 20pt         | n.p.                                                                   | 2° con 12pt                                     | n/a                                                                                            | nessuno                                         |
| 1937-38               | n/a                 | n.p.                                                                   | 1° con 21pt                                     | n/a                                                                                            | nessuno                                         |
| 1938-39               | n/a                 | n.p.                                                                   | n/a                                             | n/a                                                                                            | nessuno                                         |
| 1939-40               | 9° con 19pt         | 1/4 finale                                                             | 3° con 10pt                                     | n/a                                                                                            | Josep Planas                                    |
| 1940-41               | 4° con 27pt         | 1/8 finale                                                             | n/a                                             | n/a                                                                                            | Josep Planas                                    |
| 1941-42               | 12° con 19pt        | Vincitore                                                              | n/a                                             | n/a                                                                                            | Ramon Guzmán                                    |
| 1942-43               | 3° con 32pt         | 1/2 finale                                                             | n/a                                             | n/a                                                                                            | Joan José Nogués                                |
| 1943-44               | 6° con 28pt         | 1/8 finale                                                             | n/a                                             | n/a                                                                                            | Joan José Nogués                                |
| 1944-45               | 1° con 39pt         | 1/8 finale                                                             | n/a                                             | n/a                                                                                            | Josep Samitier                                  |
| 1945-46               | 2° con 35pt         | 1/8 finale (Coppa Eva Duarte: vincitore)                               | n/a                                             | n/a                                                                                            | Josep Samitier                                  |
| 1946-47               | 4° con 31pt         | 1/4 finale                                                             | n/a                                             | n/a                                                                                            | Josep Samitier                                  |
| 1947-48               | 1° con 37pt         | 1/8 finale                                                             | n/a                                             | n/a                                                                                            | Enrique Fernández                               |
| 1948-49               | 1° con 37pt         | 1/2 finale (Coppa Eva Duarte: vincitore)                               | n/a                                             | Coppa Latina: vincitore                                                                        | Enrique Fernández                               |
| 1949-50               | 5° con 29pt         | 1/8 finale (Coppa Eva Duarte: finale)                                  | n/a                                             | n/a                                                                                            | Enrique Fernández Ramon Llorens                 |
| 1950-51               | 4° con 35pt         | Vincitore                                                              | n/a                                             | n/a                                                                                            | Ferdinand Daučík                                |
| 1951-52               | 1° con 43pt         | Vincitore (Coppa Eva Duarte: finale)                                   | n/a                                             | Coppa Latina: vincitore                                                                        | Ferdinand Daučík                                |
| 1952-53               | 1° con 42pt         | Vincitore (Coppa Eva Duarte: vincitore)                                | n/a                                             | n/a                                                                                            | Ferdinand Daučík                                |
| 1953-54               | 2° con 36pt         | finale (Coppa Eva Duarte: vincitore)                                   | n/a                                             | n/a                                                                                            | Ferdinand Daučík                                |
| 1954-55               | 2° con 41pt         | 1/2 finale                                                             | n/a                                             | n/a                                                                                            | Sandro Puppo                                    |
| 1955-56               | 2° con 47pt         | 1/4 finale                                                             | n/a                                             | è nel girone di Coppa delle Fiere (1955-1958)                                                  | Franz Platko                                    |
| 1956-57               | 3° con 39pt         | Vincitore                                                              | n/a                                             | n/a nessun incontro ufficiale                                                                  | Domènec Balmanya                                |
| 1957-58               | 3° con 38pt         | 1/2 finale                                                             | n/a                                             | Coppa delle Fiere: vincitore                                                                   | Domènec Balmanya                                |
| 1958-59               | 1° con 51pt         | Vincitore                                                              | n/a                                             | disputa la Coppa delle Fiere (1958-1960)                                                       | Helenio Herrera                                 |
| 1959-60               | 1° con 46pt         | 1/4 finale                                                             | n/a                                             | Coppa delle Fiere: vincitore Coppa dei Campioni: 1/2 finale                                    | Helenio Herrera Enric Rabassa                   |
| 1960-61               | 4° con 32pt         | 1/8 finale                                                             | n/a                                             | Coppa delle Fiere: 1/4 finale Coppa dei Campioni: finale                                       | Ljubiša Broćić Enrique Orizaola                 |
| 1961-62               | 2° con 40pt         | 1/4 finale                                                             | n/a                                             | Coppa delle Fiere: finale                                                                      | Luis Miró Ladislao Kubala                       |
| 1962-63               | 6° con 31pt         | Vincitore                                                              | n/a                                             | Coppa delle Fiere: 1/8 finale                                                                  | Ladislao Kubala Josep Gonzalvo                  |
| 1963-64               | 2° con 42pt         | 1/2 finale                                                             | n/a                                             | Coppa delle Coppe: 1/8 finale                                                                  | César Rodríguez                                 |
| 1964-65               | 6° con 32pt         | 1/4 finale                                                             | n/a                                             | Coppa delle Fiere: 1/4 finale                                                                  | César Rodríguez Vicenç Sasot                    |
| 1965-66               | 3° con 38pt         | 1/2 finale                                                             | n/a                                             | Coppa delle Fiere: vincitore                                                                   | Roque Olsen                                     |
| 1966-67               | 2° con 42pt         | 1/8 finale                                                             | n/a                                             | Coppa delle Fiere: 2º turno                                                                    | Roque Olsen                                     |
| 1967-68               | 2° con 39pt         | Vincitore                                                              | n/a                                             | Coppa delle Fiere: 1º turno                                                                    | Salvador Artigas                                |
| 1968-69               | 3° con 36pt         | 1/8 finale                                                             | n/a                                             | Coppa delle Coppe: finale                                                                      | Salvador Artigas                                |
| 1969-70               | 5° con 35pt         | 1/4 finale                                                             | n/a                                             | Coppa delle Fiere: 1/8 finale                                                                  | Salvador Artigas Josep Seguer Vic Buckingham    |
| 1970-71               | 2° con 43pt         | Vincitore                                                              | n/a                                             | Coppa delle Fiere: 2º turno                                                                    | Vic Buckingham                                  |
| 1971-72               | 3° con 43pt         | 1/4 finale                                                             | n/a                                             | Coppa delle Coppe: 1/8 finale                                                                  | Rinus Michels                                   |
| 1972-73               | 2° con 46pt         | 1/8 finale                                                             | n/a                                             | Coppa UEFA: 1º turno                                                                           | Rinus Michels                                   |
| 1973-74               | 1° con 50pt         | finale                                                                 | n/a                                             | Coppa UEFA: 1º turno                                                                           | Rinus Michels                                   |
| 1974-75               | 3° con 37pt         | 1/4 finale                                                             | n/a                                             | Coppa dei Campioni: 1/2 finale                                                                 | Rinus Michels                                   |
| 1975-76               | 2° con 43pt         | 1/4 finale                                                             | n/a                                             | Coppa UEFA: 1/2 finale                                                                         | Hennes Weisweiler Laureano Ruiz                 |
| 1976-77               | 2° con 45pt         | 1/8 finale                                                             | n/a                                             | Coppa UEFA: 1/4 finale                                                                         | Rinus Michels                                   |
| 1977-78               | 2° con 41pt         | Vincitore                                                              | n/a                                             | Coppa UEFA: 1/2 finale                                                                         | Rinus Michels                                   |
| 1978-79               | 5° con 38pt         | 1/8 finale                                                             | n/a                                             | Coppa delle Coppe: vincitore                                                                   | Lucien Muller Joaquim Rifé                      |
| 1979-80               | 4° con 38pt         | 1/8 finale                                                             | n/a                                             | Supercoppa Europea: finale Coppa delle Coppe: 1/4 finale                                       | Joaquim Rifé Helenio Herrera                    |
| 1980-81               | 5° con 41pt         | Vincitore                                                              | n/a                                             | Coppa UEFA: 2º turno                                                                           | Ladislao Kubala Helenio Herrera                 |
| 1981-82               | 2° con 45pt         | 1/8 finale                                                             | n/a                                             | Coppa delle Coppe: vincitore                                                                   | Udo Lattek                                      |
| 1982-83               | 4° con 44pt         | Vincitore (Copa de la Liga: vincitore)                                 | n/a                                             | Supercoppa Europea: finale Coppa delle Coppe: 1/4 finale                                       | Udo Lattek José Luis Romero César Luis Menotti  |
| 1983-84               | 3° con 48pt         | finale (Copa de la Liga: 1/2 finale) (Supercoppa di Spagna: vincitore) | n/a                                             | Coppa delle coppe: 1/4 finale                                                                  | César Luis Menotti                              |
| 1984-85               | 1° con 53pt         | 1/4 finale (Copa de la Liga: 1/4 finale)                               | Copa Catalunya: vincitore                       | Coppa delle Coppe: 1º turno                                                                    | Terry Venables                                  |
| 1985-86               | 2° con 45pt         | finale (Copa de la Liga: vincitore) (Supercoppa di Spagna: finale)     | Copa Catalunya: 1/2 finale                      | Coppa dei Campioni: finale                                                                     | Terry Venables                                  |
| 1986-87               | 2° con 63pt         | 1/8 finale                                                             | Copa Catalunya: vincitore                       | Coppa UEFA: 1/4 finale                                                                         | Terry Venables                                  |
| 1987-88               | 6° con 39pt         | Vincitore                                                              | n/a                                             | Coppa UEFA: 1/4 finale                                                                         | Terry Venables Luis Aragonés                    |
| 1988-89               | 2° con 57pt         | 1/4 finale (Supercoppa di Spagna: finale)                              | n/a                                             | Coppa delle Coppe: vincitore                                                                   | Johann Cruyff                                   |
| 1989-90               | 3° con 51pt         | Vincitore                                                              | n/a                                             | Supercoppa Europea: finale Coppa delle Coppe: 1/8 finale                                       | Johann Cruyff                                   |
| 1990-91               | 1° con 57pt         | 1/2 finale (Supercoppa di Spagna: finale)                              | Copa Catalunya: vincitore                       | Coppa delle Coppe: finale                                                                      | Johann Cruyff Carles Rexach                     |
| 1991-92               | 1° con 55pt         | 1/8 finale (Supercoppa di Spagna: vincitore)                           | n/a                                             | Coppa dei Campioni: vincitore                                                                  | Johann Cruyff                                   |
| 1992-93               | 1° con 58pt         | 1/2 finale (Supercoppa di Spagna: vincitore)                           | Copa Catalunya: vincitore                       | Champions League: 1/8 finale Supercoppa Europea: vincitore Coppa Intercontinentale: finale     | Johann Cruyff                                   |
| 1993-94               | 1° con 56pt         | 1/4 finale (Supercoppa di Spagna: finale)                              | n/a                                             | Champions League: finale                                                                       | Johann Cruyff                                   |
| 1994-95               | 4° con 46pt         | 1/8 finale (Supercoppa di Spagna: vincitore)                           | n/a                                             | Champions League: 1/4 finale                                                                   | Johann Cruyff                                   |
| 1995-96               | 3° con 80pt         | finale                                                                 | Copa Catalunya: finale                          | Coppa UEFA: 1/2 finale                                                                         | Johann Cruyff Carles Rexach                     |
| 1996-97               | 2° con 90pt         | Vincitore (Supercoppa di Spagna: vincitore)                            | Copa Catalunya: finale                          | Coppa delle Coppe: vincitore                                                                   | Bobby Robson                                    |
| 1997-98               | 1° con 74pt         | Vincitore (Supercoppa di Spagna: finale)                               | Copa Catalunya: finale                          | Supercoppa Europea: vincitore Champions League: 1º turno                                       | Louis van Gaal                                  |
| 1998-99               | 1° con 79pt         | 1/4 finale (Supercoppa di Spagna: finale)                              | n/a                                             | Champions league: 1º turno                                                                     | Louis van Gaal                                  |
| 1999-00               | 2° con 64pt         | 1/2 finale (Supercoppa di Spagna: finale)                              | Copa Catalunya: vincitore                       | Champions League: 1/2 finale                                                                   | Louis van Gaal                                  |
| 2000-01               | 4° con 63pt         | 1/2 finale                                                             | Copa Catalunya: finale                          | Champions League: 1º turno Coppa UEFA: 1/2 finale                                              | Llorenç Serra Ferrer Carles Rexach              |
| 2001-02               | 4° con 64pt         | 1º turno                                                               | Copa Catalunya: finale                          | Champions League: 1/2 finale                                                                   | Carles Rexach                                   |
| 2002-03               | 6° con 56pt         | 1º turno                                                               | n/a                                             | Champions League: 1/4 finale                                                                   | Louis van Gaal Antonio de la Cruz Radomir Antić |
| 2003-04               | 2° con 72pt         | 1/4 finale                                                             | Copa Catalunya: vincitore                       | Coppa UEFA: 1/8 finale                                                                         | Frank Rijkaard                                  |
| 2004-05               | 1° con 84pt         | 2º turno                                                               | Copa Catalunya: vincitore                       | Champions League: 1/8 finale                                                                   | Frank Rijkaard                                  |
| 2005-06               | 1° con 82pt         | 1/4 finale (Supercoppa di Spagna: vincitore)                           | Copa Catalunya: finale                          | Champions League: vincitore                                                                    | Frank Rijkaard                                  |
| 2006-07               | 2° con 76pt         | 1/2 finale (Supercoppa di Spagna: vincitore)                           | Copa Catalunya: vincitore                       | Supercoppa Europea: finale Coppa del Mondo per club: finale Champions League: 1/8 finale       | Frank Rijkaard                                  |
| 2007-08               | 3° con 67pt         | 1/2 finale                                                             | Copa Catalunya: finale                          | Champions League: 1/2 finale                                                                   | Frank Rijkaard                                  |
| 2008-09               | 1° con 87pt         | Vincitore                                                              | Copa Catalunya: 1/2 finale                      | Champions League: vincitore                                                                    | Josep Guardiola                                 |
| 2009-10               | 1° con 99pt         | 1/8 finale (Supercoppa di Spagna: vincitore)                           | Copa Catalunya: finale                          | Supercoppa Europea: vincitore Coppa del Mondo per club: vincitore Champions League: 1/2 finale | Josep Guardiola                                 |
| 2010-11               | 1° con 96pt         | finale (Supercoppa di Spagna)                                          | Copa Catalunya: finale                          | Champions League: vincitore                                                                    | Josep Guardiola                                 |
| 2011-12               | 2° con 91pt         | Vincitore (Supercoppa di Spagna: vincitore)                            | Copa Catalunya: finale                          | Supercoppa Europea: vincitore Coppa del Mondo per club: vincitore Champions League: 1/2 finale | Josep Guardiola                                 |
| 2012-13               | 1° con 100pt        | 1/2 finale (Supercoppa di Spagna: finale)                              | Copa Catalunya: vincitore                       | Champions League: 1/2 finale                                                                   | Tito Vilanova                                   |
| 2013-14               | 2° con 87pt         | finale (Supercoppa di Spagna: vincitore)                               | Copa Catalunya: vincitore                       | Champions League: 1/4 finale                                                                   | Gerardo Martino                                 |
| 2014-15               | 1° con 94pt         | Vincitore                                                              | Copa Catalunya: 1/4 finale                      | Champions League: vincitore                                                                    | Luis Enrique                                    |
| 2015-16               | 1° con 91pt         | Vincitore (Supercoppa di Spagna: finale)                               | Copa Catalunya: finale                          | Champions League: 1/4 finale Supercoppa europea: vincitore Coppa del Mondo per club: vincitore | Luis Enrique                                    |
| 2016-17               | 2° con 90pt         | Vincitore (Supercoppa di Spagna: vincitore)                            | Copa Catalunya: 1/8 finale                      | Champions League: 1/4 finale                                                                   | Luis Enrique                                    |
| 2017-18               | 1° con 93pt         | Vincitore (Supercoppa di Spagna: finale)                               | Copa Catalunya: 1/8 finale                      | Champions League: 1/4 finale                                                                   | Ernesto Valverde                                |
| 2018-19               | 1° con 87pt         | finale (Supercoppa di Spagna)                                          | Copa Catalunya: 1/8 finale                      | Champions League: 1/2 finale                                                                   | Ernesto Valverde                                |
| 2019-20               | 2° con 82pt         | semifinale (Supercoppa di Spagna)                                      | Copa Catalunya: 1/16 finale                     | Champions League: 1/4 finale                                                                   | Ernesto Valverde Quique Setién                  |
| 2020-21               | 3° con 79pt         | Vincitore (Supercoppa di Spagna: finale)                               | Copa Catalunya: non disputata                   | Champions League: 1/8 finale                                                                   | Ronald Koeman                                   |
| 2021-22               | 2° con 73pt         | 1/8 finale (Supercoppa di Spagna: semifinale)                          | Copa Catalunya: ?                               | Champions League: fase a gironi                                                                | Ronald Koeman Xavi                              |
| 2022-23               | in corso            | in corso                                                               | Copa Catalunya: ?                               | Champions League: fase a gironi                                                                | Xavi                                            |